# Sylvain Legwinski
Sylvain Legwinski (ur. 6 października 1973 w Clermont-Ferrand) – francuski piłkarz polskiego pochodzenia grający na pozycji lewego pomocnika.

## Kariera klubowa
Karierę piłkarską Legwinski rozpoczął w klubie AS Monaco. W 1992 roku awansował do kadry pierwszego zespołu Monaco. 19 grudnia 1992 zadebiutował w jego barwach w Ligue 1 w zremisowanym 0:0 wyjazdowym meczu z Olympique Lyon. Od 1994 roku był podstawowym zawodnikiem Monaco. W 1997 roku wywalczył z nim swoje pierwsze mistrzostwo Francji, a w sezonie 1999/2000 - drugie.
Na początku 2000 roku Legwinski odszedł z Monaco do Girondins Bordeaux. W zespole Girondins występował przez półtora sezonu, jednak nie odniósł z nim większych sukcesów.
W 2001 roku Legwinski przeszedł z Bordeaux do angielskiego Fulham. W Premier League swój debiut zanotował 25 sierpnia 2001 w zremisowanym 0:0 domowym meczu z Derby County. W Fulham występował przez 5 sezonów i w 2006 roku trafił do Ipswich Town, występującego w Football League Championship. W 2008 roku odszedł z klubu, a karierę kończył w 2009 roku w amatorskim St Neots Town.
| Sezon   | Klub               | Kraj    | Rozgrywki      | Mecze | Bramki |
| ------- | ------------------ | ------- | -------------- | ----- | ------ |
| 1992/93 | AS Monaco          | Francja | Ligue 1        | 2     | 0      |
| 1993/94 | AS Monaco          | Francja | Ligue 1        | 0     | 0      |
| 1994/95 | AS Monaco          | Francja | Ligue 1        | 21    | 1      |
| 1995/96 | AS Monaco          | Francja | Ligue 1        | 29    | 2      |
| 1996/97 | AS Monaco          | Francja | Ligue 1        | 37    | 9      |
| 1997/98 | AS Monaco          | Francja | Ligue 1        | 22    | 0      |
| 1998/99 | AS Monaco          | Francja | Ligue 1        | 14    | 1      |
| 1999/00 | AS Monaco          | Francja | Ligue 1        | 10    | 0      |
| 1999/00 | Girondins Bordeaux | Francja | Ligue 1        | 13    | 1      |
| 2000/01 | Girondins Bordeaux | Francja | Ligue 1        | 32    | 1      |
| 2001/02 | Girondins Bordeaux | Francja | Ligue 1        | 4     | 0      |
| 2001/02 | Fulham             | Anglia  | Premier League | 33    | 3      |
| 2002/03 | Fulham             | Anglia  | Premier League | 35    | 4      |
| 2003/04 | Fulham             | Anglia  | Premier League | 32    | 0      |
| 2004/05 | Fulham             | Anglia  | Premier League | 15    | 1      |
| 2005/06 | Fulham             | Anglia  | Premier League | 13    | 0      |
| 2006/07 | Ipswich Town       | Anglia  | Championship   | 32    | 5      |
| 2007/08 | Ipswich Town       | Anglia  | Championship   | 15    | 2      |

## Kariera reprezentacyjna
W 1996 roku Legwinski został powołany przez Raymonda Domenecha do kadry Francji na Igrzyska Olimpijskie w Atlancie. Zagrał tam w 4 meczach i strzelił 1 gola, w meczu z Hiszpanią (1:1).